# Locked Out of Heaven
Locked Out of Heaven è un singolo del cantautore statunitense Bruno Mars, pubblicato il 1º ottobre 2012 come primo estratto dal secondo album in studio Unorthodox Jukebox.
Nella seconda settimana di dicembre ha ottenuto il disco d'oro in Italia e appena due settimane il disco di platino essendo anche il brano più trasmesso dalle radio italiane per nove settimane. Il brano ha ricevuto tre nomination nelle categorie registrazione dell'anno, canzone dell'anno e miglior registrazione remixata non classica per il remix di Sultan + Ned Shepard ai Grammy Awards 2014.

## Descrizione
Il brano è stato scritto e prodotto da Mark Ronson, Jeff Bhasker e Emile Haynie, insieme al trio noto come The Smeezingtons, costituito da Philip Lawrence, Ari Levine e dallo stesso Bruno Mars.
La canzone presenta sonorità reggae rock, con diverse caratteristiche new wave e sfumature funk, ciò ha portato diversi critici a paragonarlo a grandi successi del passato come Beat It di Michael Jackson e Message in a Bottle dei The Police.

## Video musicale
Il videoclip, diretto da Cameron Duddy, è stato pubblicato il 15 ottobre 2012, circa un paio di giorni dopo il completamento della lavorazione del video stesso. La sua pubblicazione è avvenuta da parte del cantante stesso, che ha deciso di caricarlo su Internet senza avvisare anticipatamente i media e i fans.
L'intero video è caratterizzato da uno stile rétro ed è incentrato solamente sull'esibizione del cantante insieme alla sua band all'interno di un piccolo locale, durante quella che la rivista statunitense Billboard ha interpretato come una festa tra amici. Le immagini del videoclip sono state realizzate in modo da ottenere l'effetto di una vecchia VHS, così da accentuare il richiamo agli anni settanta.
Secondo quanto dichiarato a MTV da Bruno Mars, "il concetto [alla base del video] è solamente un po' di divertimento in vecchio stile. Non c'è alcuna storia, io non sto cantando per una ragazza, ma puoi farti un'idea chiara di cosa vedrai durante le esibizioni dal vivo".

## Successo commerciale
La canzone ha avuto un grandissimo successo commerciale in tutto il mondo, diventando una delle hit più vendute del 2012 e del 2013, essendo in continua ripetizione in tutte le radio del mondo. Negli Stati Uniti la canzone ha subito avuto un grandissimo impatto, vendendo 121 000 copie la prima settimana dall'uscita, ottenendo dopo un mese dalla pubblicazione il disco di platino per il milione di copie vendute raggiungendo anche la vetta della Billboard Hot 100, imponendosi sulle classifiche mondiali. In Italia il successo è arrivato più tardi che nel resto del mondo, ottenendo il disco d'oro nella seconda settimana di dicembre e dopo due settimane il disco di platino, diventando il secondo singolo più venduto in Italia nel 2012, essendo anche il brano più trasmesso dalle radio italiane per 9 settimane. Nel resto d'Europa ha avuto un grande successo, soprattutto in Regno Unito e in Francia.

## Esibizioni dal vivo
Il 7 novembre 2012 Bruno Mars si è esibito con questo brano al famoso Victoria's Secret Fashion Show. successivamente si è esibito durante l'omaggio di MTV a Bob Marley cantandola insieme a Sting. Infine il brano è stato cantato da Mars durante la sua esibizione al Super Bowl XLVIII. Oltretutto il brano è stato sempre esibito durante le tappe il The Moonshine Jungle Tour e del 24k Magic World Tour.

## Classifiche

### Classifiche settimanali
| Classifica (2012-24) | Posizione massima |
| -------------------- | ----------------- |
| Australia            | 4                 |
| Austria              | 5                 |
| Belgio (Fiandre)     | 4                 |
| Belgio (Vallonia)    | 3                 |
| Brasile              | 63                |
| Canada               | 1                 |
| Danimarca            | 2                 |
| Finlandia            | 11                |
| Francia              | 3                 |
| Germania             | 7                 |
| Irlanda              | 4                 |
| Israele              | 45                |
| Italia               | 3                 |
| Libano               | 1                 |
| Lussemburgo          | 6                 |
| Norvegia             | 7                 |
| Nuova Zelanda        | 4                 |
| Paesi Bassi          | 10                |
| Panama               | 92                |
| Perù                 | 89                |
| Polonia              | 1                 |
| Regno Unito          | 2                 |
| Repubblica Ceca      | 71                |
| Spagna               | 3                 |
| Stati Uniti          | 1                 |
| Svezia               | 6                 |
| Svizzera             | 8                 |

### Classifiche di fine anno
| Classifica (2012) | Posizione |
| ----------------- | --------- |
| Australia         | 28        |
| Belgio (Fiandre)  | 94        |
| Belgio (Vallonia) | 73        |
| Francia           | 62        |
| Paesi Bassi       | 67        |
| Regno Unito       | 33        |
| Classifica (2024) | Posizione |
| Portogallo        | 183       |

### Classifiche di fine decennio
| Classifica (2010-19) | Posizione |
| -------------------- | --------- |
| Australia            | 93        |
| Stati Uniti          | 45        |

### Classifiche di tutti i tempi
| Classifica (1958-2018) | Posizione |
| ---------------------- | --------- |
| Stati Uniti            | 224       |